# Klinikai lycantropia
A lycantropia szó a görög lýkos (farkas) és ánthrōpos (ember) szavak összetételéből származik. A lycantropia, önmagát állatnak képzelő ember ritka pszichológiai jelenség. A szkizofrénia szoros összefüggésbe hozható vele.

## Történeti áttekintés
A világon mindenhol ismeretesek, olyan történetek, melyek farkasnak vagy más állatnak látszó és úgy viselkedő emberekről szólnak. Annak ellenére, hogy kilétük magyarázatai állandóan változtak, maga a mesékbe vetett hit évszázadokon keresztül keményen tartja magát.
A római kori irodalomban varázslat művének tartották az ember farkassá változását. A Kr. e. 1. században élt Vergilius volt az első író, aki említést tett a babonáról. A középkorban a lycantropiát démoni megszállottságnak tartották, a 16-17. században pedig leginkább testi betegségekkel és a sátán befolyásával hozták összefüggésbe.
Azokban a társadalmakban, melyekben gyakori volt a lycantropia, megjelenése valamilyen vallásos célt szolgáló különleges, valószínűleg erősen hallucinogén szer használatához kapcsolódott. Más társadalmakban különféle elmebetegségekkel, skizofréniával, súlyosabb hangulatzavarokkal hozták összefüggésbe.

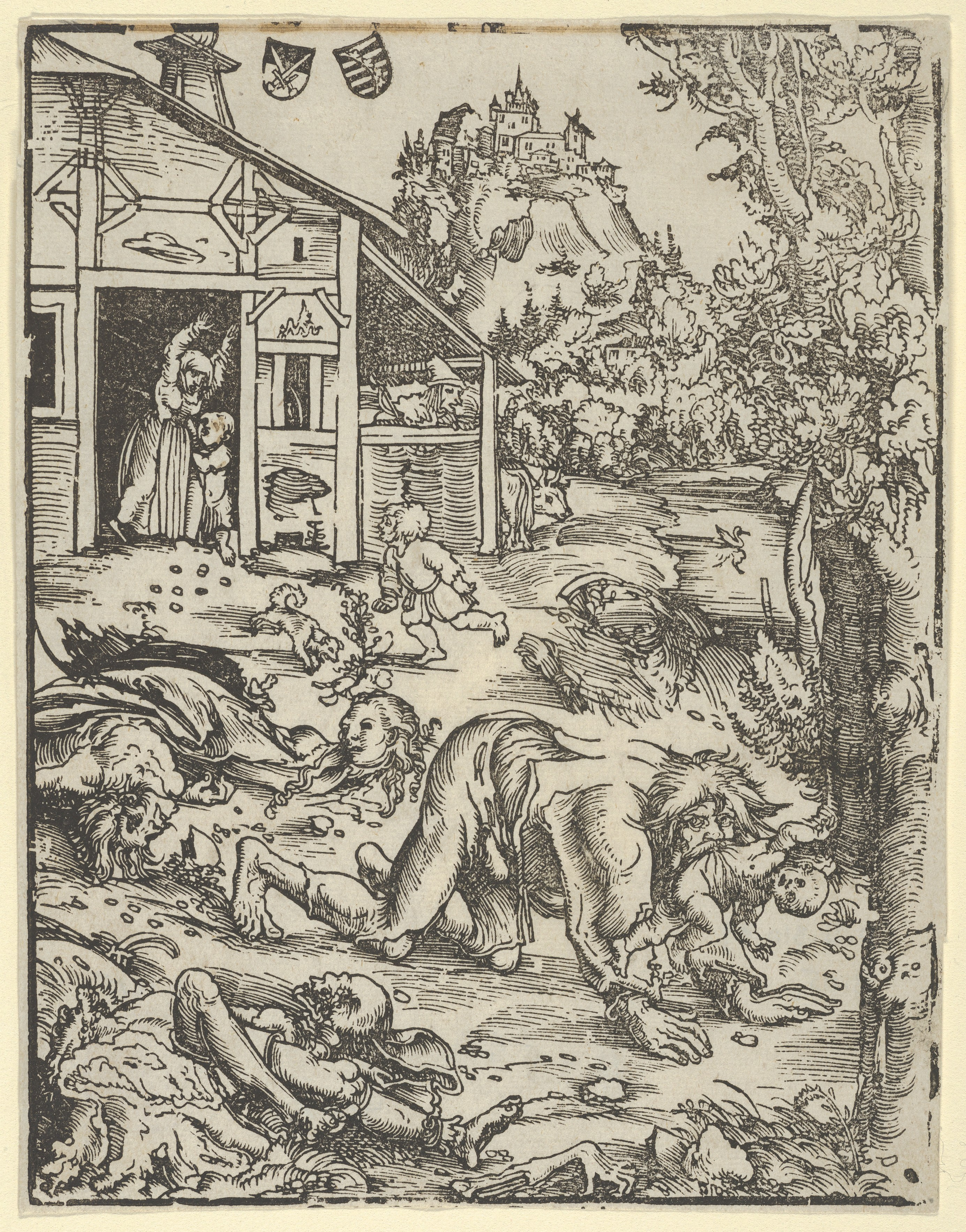
Farkasember - Lucas Cranach der Ältere, 1512

## A jelenség magyarázatai
Ma már több lehetséges magyarázat létezik a jelenség leírására. Az egyik magyarázat szerint a lycantropiában szenvedők egy részénél veleszületett általános hypertrichosis figyelhető meg, amely ritka betegség. Megnyilvánulásaként az arcon és a felsőtesten szélsőséges szőrzet található. A középkor óta összesen ötven ilyen esetről számoltak be.
A másik magyarázat szerint a lycantropiában szenvedő embereknek prophyriájuk, vagyis egyfajta öröklött vérbetegségük van. Ez azzal jár, hogy a betegség áldozatainak arcán szőr nő és érzékenyek lesznek a napfényre. A prophyriában szenvedőket sikeresen lehet kezelni a vér pigmentanyagával.
Egy harmadik mai magyarázat szerint a lycantropia a halántéklebeny működésének zavarával hozható összefüggésbe, ugyanis a halántéklebeny hátsó része, mely a látási funkciókért felelős agyi régiók közelében van, vizuális hallucinációkat gerjeszthet. A halántéklebeny aktivitásának rendellenességei, pszichotikus gondolkodási zavarokkal súlyosbítva a lycantropia számos tünetét magyarázhatják.

## Konklúzió
A lycantropia mai esetei igen fontos dolgot árulnak el az emberi természetről, mégpedig azt, hogy az elképzelések és vélekedések döntő szerepet játszanak a viselkedés irányításában. Noha a rendellenes viselkedésre adott magyarázataink – az emberi elme működésének alaposabb megismerésével együtt – maguk is fejlődnek, az ősrégi mítoszokat nem lehet egykönnyen eloszlatni.